# The Cut
Pour les articles homonymes, voir La Blessure.
Ne doit pas être confondu avec The Cut (film, 2024).
Pour plus de détails, voir Fiche technique et Distribution.
The Cut (La Blessure) est un film germano-franco-polono-turco-canado-italien réalisé par Fatih Akın, sorti en 2014.
Le film est présenté en compétition officielle au festival international du film de Venise en 2014.

## Synopsis
Pendant le génocide arménien, Nazareth Manoogian est déporté de son village natal de Mardin, en Turquie. Après les déportations, il apprend que ses filles pourraient être encore vivantes et parcourt le monde pour les retrouver. Allant d'Alep au Liban dans un orphelinat, puis traversant l'Atlantique comme mousse pour Cuba et finalement aux États-Unis dans le Minnesota puis à Ruso, Dakota du Nord.

## Fiche technique
- Titre : The Cut , sous-titré sur l'affiche La Blessure
- Réalisation : Fatih Akın
- Scénario : Fatih Akın et Mardik Martin
- Photographie : Rainer Klausmann
- Montage : Andrew Bird
- Musique : Alexander Hacke
- Production : Fatih Akin, Karl Baumgartner, Reinhard Brundig et Fabienne Vonier
- Société de production : Bombero International, Corazón International, International Traders, Jordan Films, Pandora Filmproduktion
- Pays de production :  Allemagne,  France,  Pologne,  Turquie,  Canada,  Italie
- Genre : drame historique
- Langue : arménien, anglais, arabe, turc, kurde, espagnol
- Durée : 138 minutes
- Dates de sortie :
  - Italie : 31 août 2014 (Mostra de Venise 2014)
  - Allemagne : 16 octobre 2014
  - France : 15 janvier 2015

## Distribution
- Tahar Rahim : Nazareth Manoogian
- Simon Abkarian : Krikor
- Makram Khoury : Omar Nasreddin
- Hindi Zahra : Rakel
- Kevork Malikyan : Hagob Nakashian
- Bartu Küçükçağlayan (tr) : Mehmet
- Zein Fakhoury : Arsinée
- Dina Fakhoury : Lucinée
- Trine Dyrholm : Orphanage Headmistress
- Arsinée Khanjian : Mrs. Nakashian
- Akın Gazi : Hrant
- Shubham Saraf : Levon
- George Georgiou (de) : Vahan
- Arevik Martirosyan : Ani
- Lara Heller : Lucine
- Moritz Bleibtreu : Peter Edelman
- Numan Acar : Alpasan
- Hovnatan Avédikian : John

## Production
Il s'agit pour Fatih Akın du dernier volet de sa trilogie de l'Amour, de la Mort et du Diable après Head-On et De l'autre côté. Le cinéaste tourne The Cut après avoir abandonné un projet sur Hrant Dink.
Le film met en scène une représentation des camps de Ras al-Aïn.

## Distinctions

### Nominations et sélections
- Festival international du film de Venise 2014 : sélection officielle
- Festival international du film du Caire 2014 : film d'ouverture